# K. C. Jones
Pour les articles homonymes, voir Jones.
K. C. Jones, né le 25 mai 1932 à Taylor dans le Texas et mort le 25 décembre 2020, est un joueur et entraîneur américain de basket-ball ayant évolué sous les couleurs des Celtics de Boston entre 1958 et 1967.

## Biographie
Il joua à l'Université de San Francisco et, en compagnie de Bill Russell, mena les Dons aux titres de champions NCAA en 1955 et 1956. Jones joua aussi avec Russell avec l'équipe olympique américaine en 1956 qui remporta la médaille d'or aux Jeux olympiques d'été de 1956. Durant sa carrière de joueur, il était réputé comme un défenseur tenace. Jones passa ses neuf saisons en NBA avec les Boston Celtics, faisant partie de l'équipe remportant huit titres consécutifs entre 1959 et 1966. Dans l'histoire de la NBA, seuls ses coéquipiers Bill Russell et Sam Jones ont gagné plus de bagues de champion durant leur carrière. Après que Boston eut perdu en play-offs en 1967 contre les Philadelphia 76ers, Jones mit fin à sa carrière de joueur.
Jones fut le premier entraîneur des San Diego Conquistadors, une franchise de l'American Basketball Association qui eut une très courte durée de vie. Une année après, en 1973, il devint entraîneur des Capital Bullets (qui devinrent les Washington Bullets une année après), les entraînant durant trois saisons et les menant aux Finales NBA en 1975. En 1983, il devint entraîneur des Boston Celtics, en remplacement de Bill Fitch. Jones guida la génération Larry Bird aux titres de champions en 1984 et 1986. Les Celtics remportèrent la division Atlantique durant les cinq saisons où Jones en était l'entraîneur et atteignirent les Finales NBA lors de 4 des 5 saisons. Il entraîna brièvement les Seattle SuperSonics en 1990 et 1991.
K. C. Jones fut intronisé au Basketball Hall of Fame en 1989. Il est le seul entraîneur afro-américain à avoir gagné de multiples titres NBA en tant qu'entraîneur en chef (Bill Russell gagna aussi deux titres en tant qu'entraîneur, mais il était également joueur).
Il meurt le 25 décembre 2020, à l'âge de 88 ans.

## Palmarès

### Joueur
- Médaillé d'or aux Jeux olympiques de Melbourne en 1956.
- 8 fois champion NBA avec les Bostons Celtics (1959, 1960, 1961, 1962, 1963, 1964, 1965, 1966).

### Entraîneur
- Champion NBA en 1984 et 1986.

## Pour approfondir